# Печенье с шоколадной крошкой

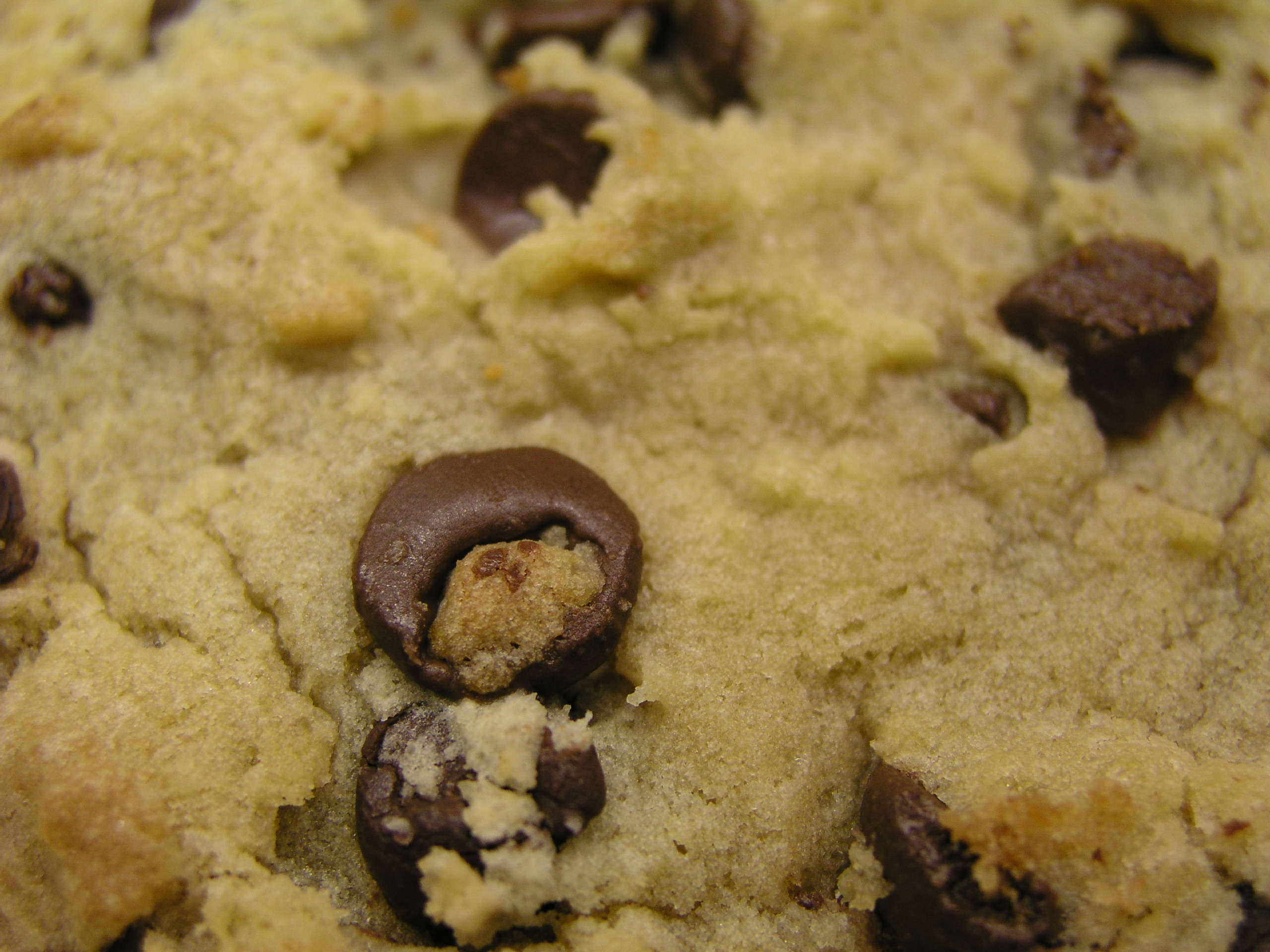
Крупный план печенья с шоколадной крошкой

Печенье с шоколадной крошкой — сдобное печенье, отличительными ингредиентами которого являются шоколадная крошка или кусочки шоколада. Утверждается, что печенье с шоколадной крошкой появилось в США в 1938 году, когда Рут Грейвс Уэйкфилд (Ruth Graves Wakefield) нарезала полусладкий шоколадный батончик Nestlé и добавила измельчённый шоколад в рецепт печенья, однако исторические рецепты тёртого или измельчённого шоколадного печенья существовали до 1938 года и были написаны другими различными авторами.
Как правило, рецепт начинается с теста, состоящего из муки, сливочного масла, коричневого и белого сахара, полусладкой шоколадной стружки, яиц и ванили. В разных вариантах рецепта могут быть добавлены другие виды шоколада, а также дополнительные ингредиенты, такие как орехи или овсяные хлопья. Существуют также веганские версии с необходимыми заменами ингредиентов, такими как веганские шоколадные чипсы, веганский маргарин и заменители яиц. В печеньях с шоколадной крошкой используется тесто, ароматизированное шоколадом или какао-порошком, в которое перед выпеканием добавляется шоколадная крошка. Эти варианты рецепта также называют «двойным» или «тройным» печеньем с шоколадной крошкой, в зависимости от сочетания теста и видов шоколада.

## История

### Печенье Toll House

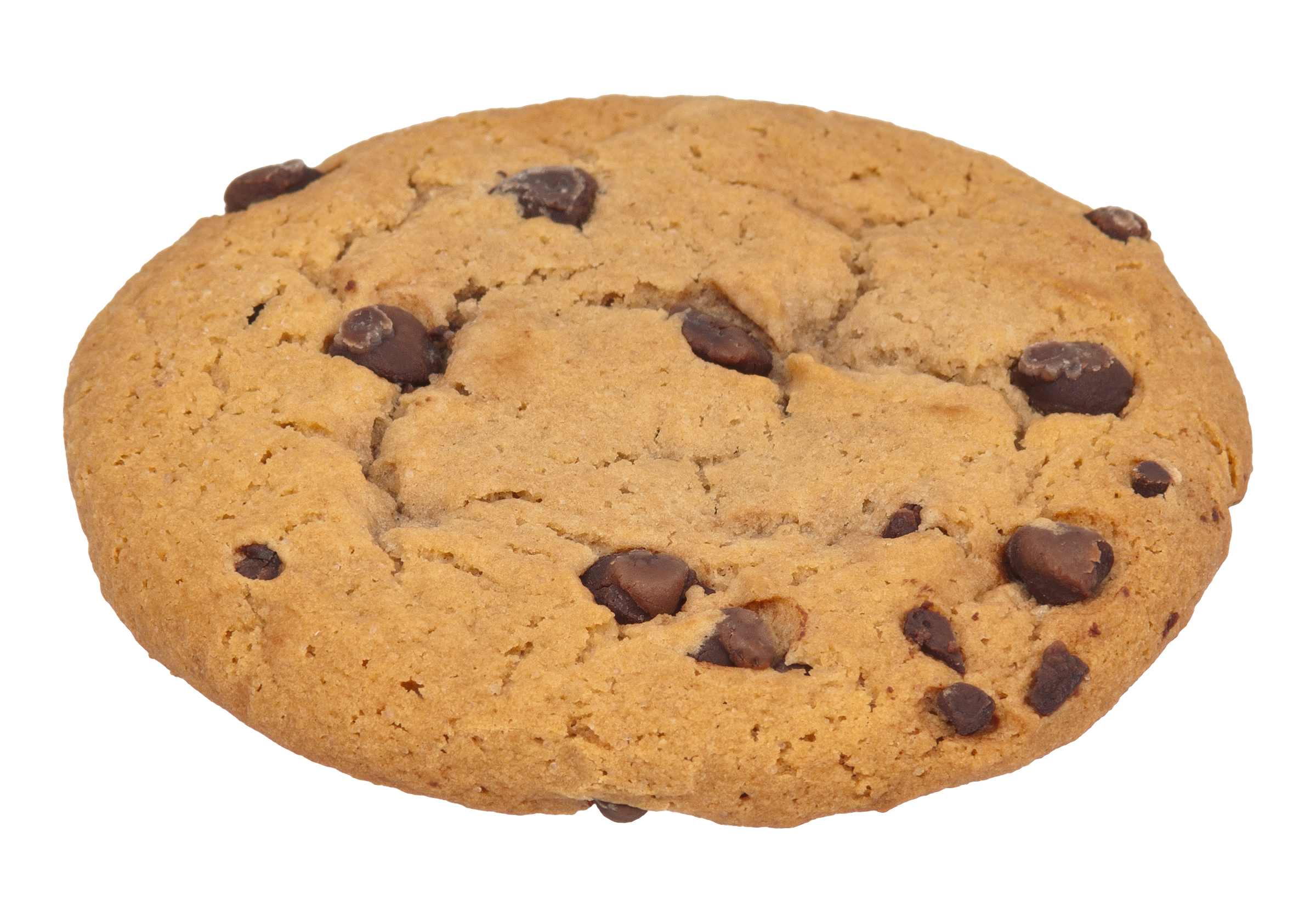
Toll House

Самый известный рецепт печенья с шоколадной крошкой был изобретён в 1938 году американским шеф-поваром Рут Грейвс Уэйкфилд. Она придумала этот рецепт в тот период, когда владела гостиницей Toll House Inn в Уитмане, штат Массачусетс. В то время ресторан при гостинице Toll House Inn был самым популярным рестораном, где подавали блюда домашней кухни. Существует миф, что Уэйкфилд случайно придумала это печенье и ожидала, что кусочки шоколада расплавятся, превратив печенье в шоколадное. На самом деле Уэйкфилд заявила, что намеренно придумала это печенье. Она сказала: «Мы подавали тонкое ореховое печенье с ириской и мороженым. Кажется, всем оно нравилось, но я пыталась предложить им что-то другое. Так я придумала печенье Toll House» (англ. «We had been serving a thin butterscotch nut cookie with ice cream. Everybody seemed to love it, but I was trying to give them something different. So I came up with Toll House cookie»). Она добавила в печенье кусочки полусладкого шоколада Nestlé. Оригинальный рецепт из «Проверенных рецептов Toll House» («Toll House Tried and True Recipes») называется «Печенье Toll House с шоколадной крошкой» («Toll House Chocolate Crunch Cookies»). Уэйкфилд передала Nestle рецепт своего печенья и получила в подарок от компании пожизненный запас шоколада.

### Более поздняя история
Кулинарная книга Уэйкфилд «Проверенные рецепты Toll House» была впервые опубликована в 1936 году издательством M. Barrows & Company в Нью-Йорке. В издании 1938 года впервые был опубликован рецепт «шоколадного печенья Toll House», которое быстро стало любимым печеньем в американских домах.
Во время Второй мировой войны солдаты из Массачусетса, служившие за границей, делились печеньем, которое они получали в посылках с подарками (CARE Package) из дома, с солдатами из других частей США. Сотни солдат писали домой, прося своих родных прислать им печенье Toll House, а Уэйкфилд получала письма со всего мира с просьбами поделиться рецептом, что помогло распространить его популярность за пределами Восточного побережья. Печенье с шоколадной крошкой впервые было продано в Великобритании в 1956 году компанией Maryland Cookies.

### Оригинальный рецепт
Сью Брайдс (Sue Brides), пекарь, работавшая с Рут Грейвс Уэйкфилд в гостинице «Толл Хаус», передала оригинальный рецепт своей дочери Пег (Peg), которая поделилась им в интервью 2017 года:
- 11⁄2 стакана (350 мл) молока
- 11⁄8 стакана (265 мл) сахара
- 11⁄8 стакана (265 мл) коричневого сахара
- 3 яйца
- 11⁄2 чайная ложка (7,5 г) соли
- 31⁄8 стакана (750 мл) муки
- 11⁄2 чайная ложка (7,5 г) горячей воды
- 11⁄2 чайной ложки (7,5 г) пищевой соды
- 11⁄2 чайной ложки (7,5 г) ванили
- шоколадная крошка (в кулинарной книге «Проверенные рецепты» указано: «2 плитки (7 унций) полусладкого шоколада Nestlé с жёлтой маркировкой, нарезанного кусочками размером с горошину» (англ. «2 bars (7 oz.) Nestlé's yellow label chocolate, semi-sweet, which has been cut in pieces the size of a pea»)).

## Состав и варианты

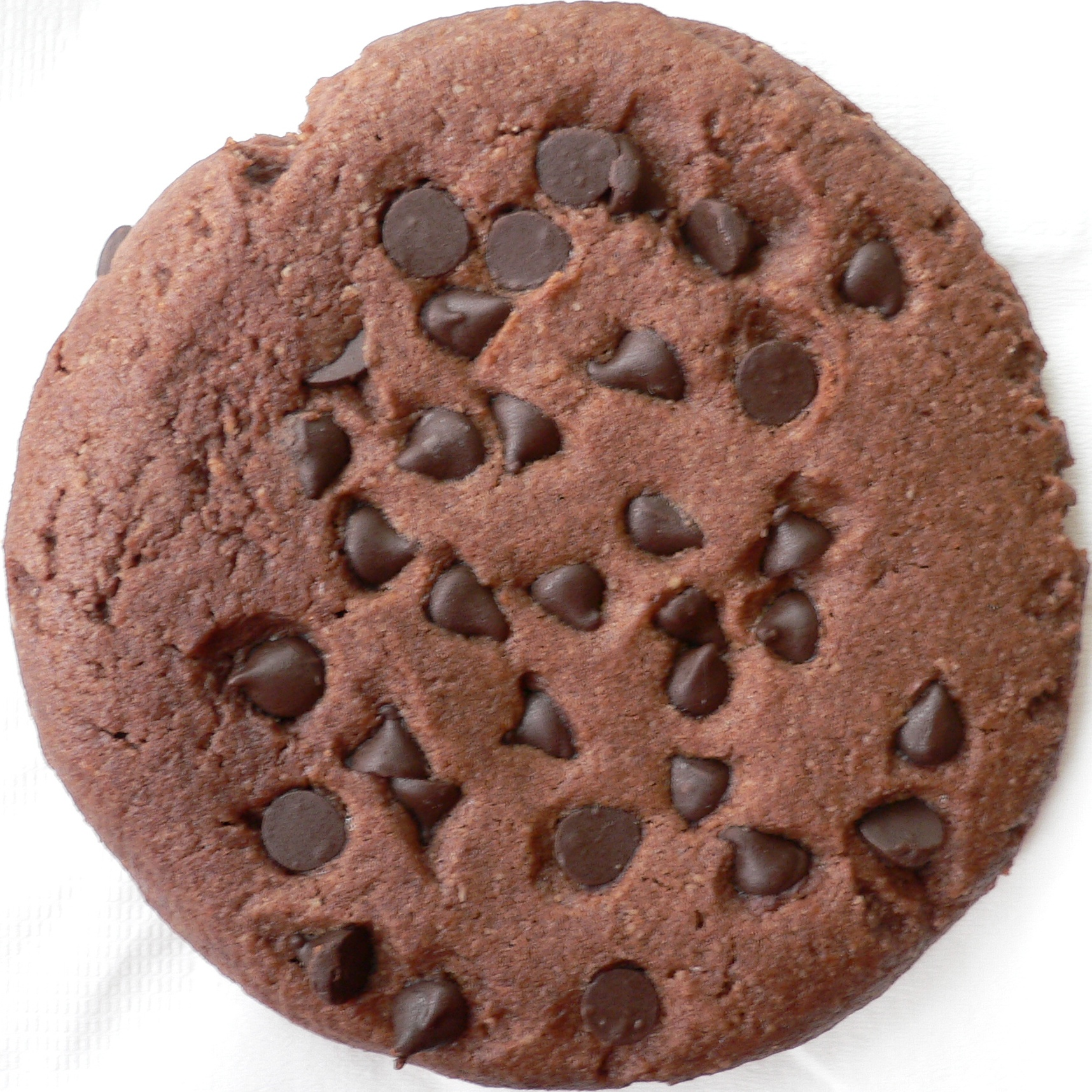
Печенье «Chocolate Chocolate Chip»

Печенье с шоколадной крошкой обычно готовят из белого сахара, коричневого сахара, муки, соли, яиц, разрыхлителя (такого как пищевая сода), жира (обычно сливочного масла или растительного масла), ванильного экстракта и кусочков шоколада. В некоторых рецептах в тесто также добавляют молоко или орехи (например, измельчённые грецкие орехи).
В зависимости от соотношения ингредиентов, времени смешивания и приготовления, по одним рецептам получается мягкое, тягучее печенье, а по другим — хрустящее, рассыпчатое. Независимо от ингредиентов, процесс приготовления печенья во всех рецептах примерно одинаковый: сначала сахар и жир взбиваются (обычно деревянной ложкой или электрическим миксером). Затем добавляются яйца и ванильный экстракт, а затем — мука и разрыхлитель. В зависимости от дополнительного ароматизатора его добавление в смесь будет зависеть от используемого типа: арахисовая паста добавляется к влажным ингредиентам, а какао-порошок — к сухим. Основной ингредиент, шоколадную стружку, а также орехи обычно добавляют в конце процесса, чтобы минимизировать их крошение, непосредственно перед тем, как выложить печенье на противень. Большинство печеньев из теста выпекают, хотя некоторые едят тесто как есть или добавляют его в ванильное мороженое, чтобы приготовить мороженое из теста для печенья с шоколадной крошкой.

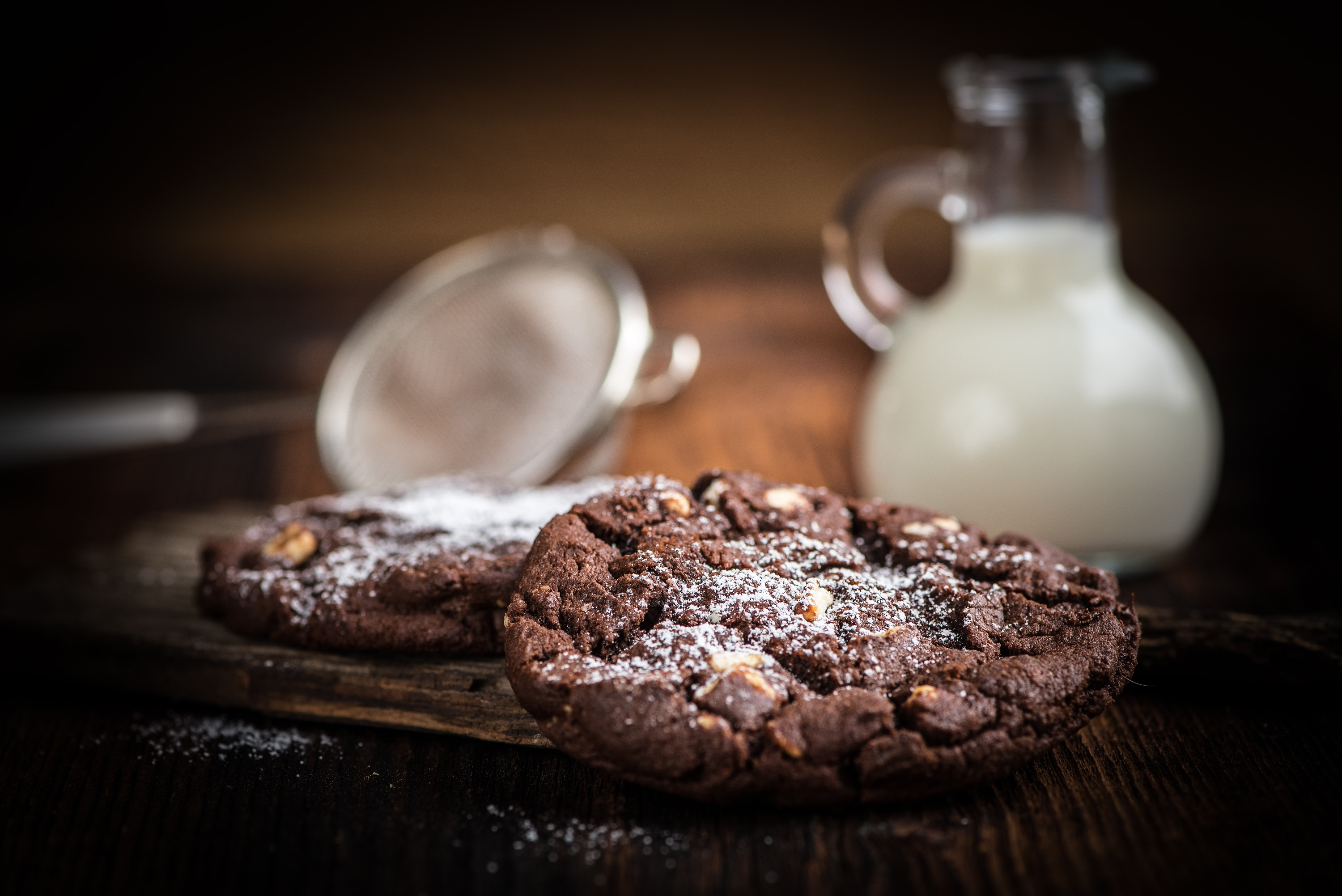
Печенье «Double Chocolate», посыпанное сахарной пудрой (на заднем плане — молоко)

Текстура шоколадного печенья во многом зависит от его жирового состава и типа используемого жира. Исследование, проведённое Канзасским государственным университетом (Kansas State University), показало, что заменители жира на основе углеводов, как правило, связывают больше воды, в результате чего остаётся меньше воды, которая способствует растеканию печенья во время выпекания, и печенье получается более мягким, похожим на торт, с меньшим растеканием.

### Распространённые вариации

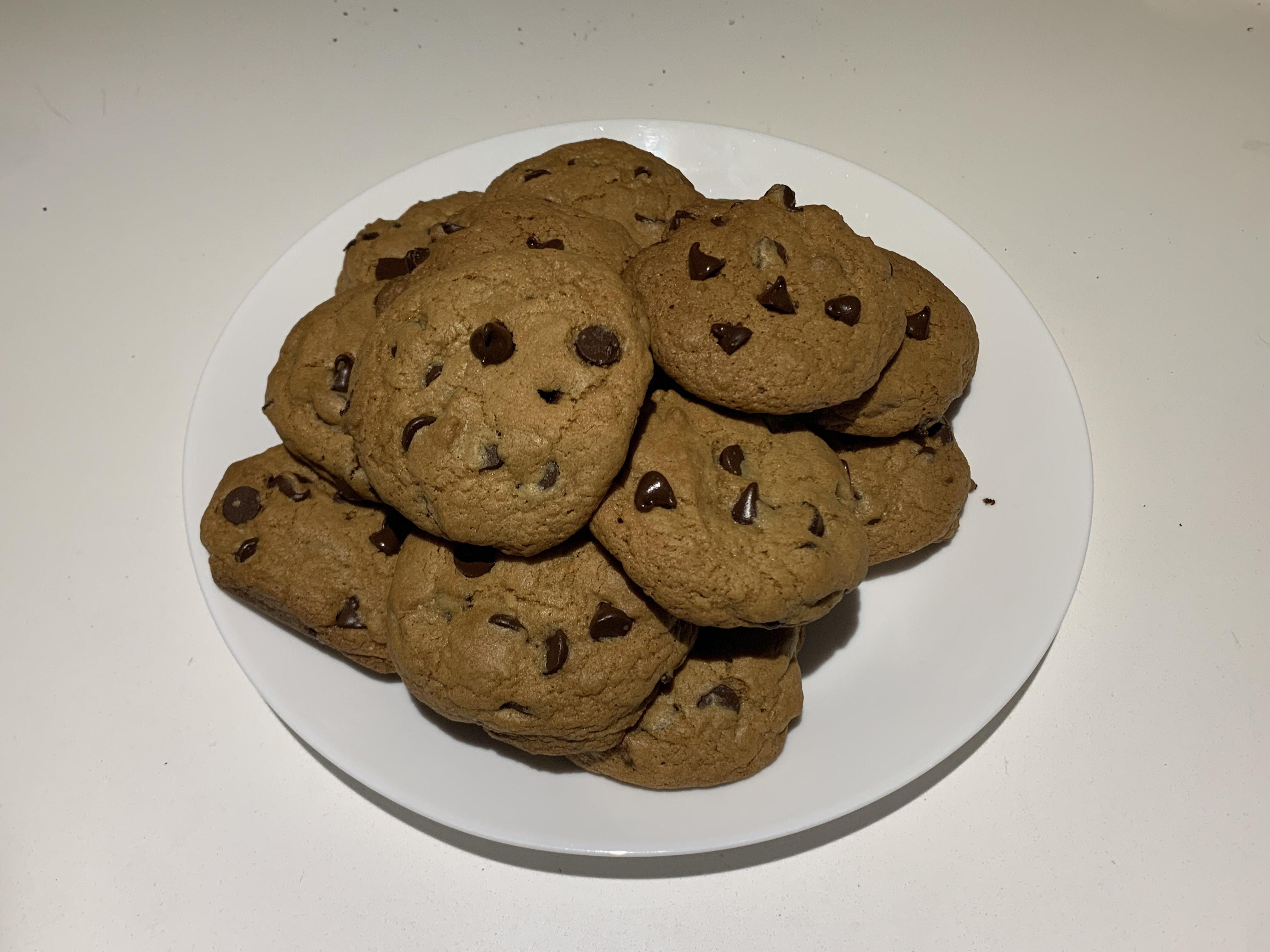
Тарелка с печеньем с шоколадной крошкой

- Печенье M&M выпекается с драже M&M’s вместо шоколадной крошки[11].
- В печенье «Chocolate Chocolate Chip» или «Double Chocolate» используется тесто с шоколадным вкусом, в которое добавляется какао или растопленный шоколад[12]. Варианты этого печенья включают замену шоколадной крошки белым шоколадом или арахисовой пастой[13][14].
- В печенье «Macadamia Chip Cookie» содержатся орехи макадамия и кусочки белого шоколада[15].
- В печеньях «Chocolate Chip Peanut Butter Cookie» тесто со вкусом ванили заменяется тестом со вкусом арахисового масла.
- Печенье с шоколадной крошкой, выпекаемое в форме для запекания, а не на противне, получается в виде «Chocolate Chip Bar Cookie» (другие названия — «Congo Bars» или «Blondies»)[16].
- Другие варианты включают шоколадную крошку разного размера и формы, а также кусочки молочного или тёмного шоколада. Эти изменения приводят к различиям во вкусе и текстуре.

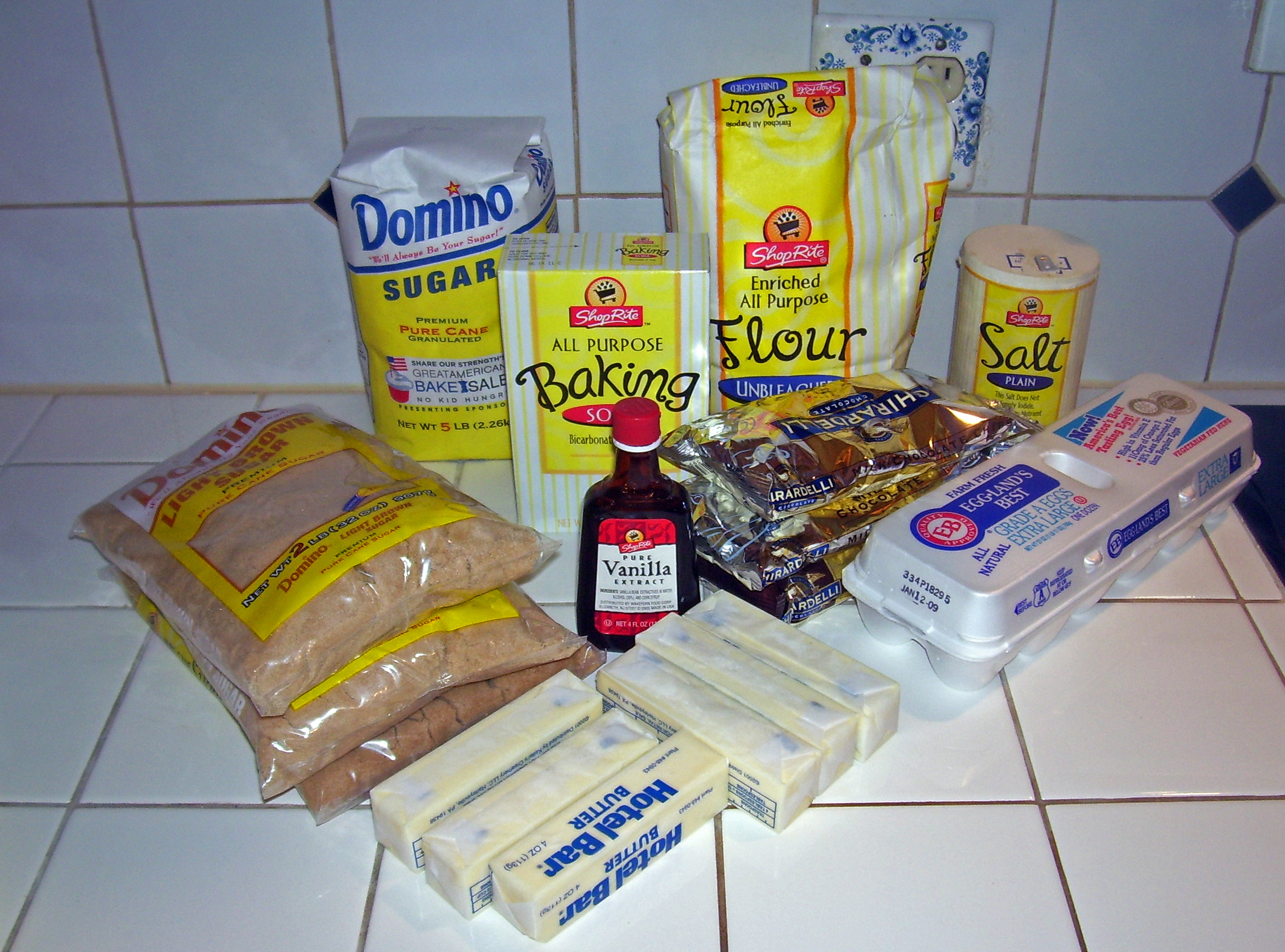
Стандартные ингредиенты для приготовления печенья с шоколадной крошкой
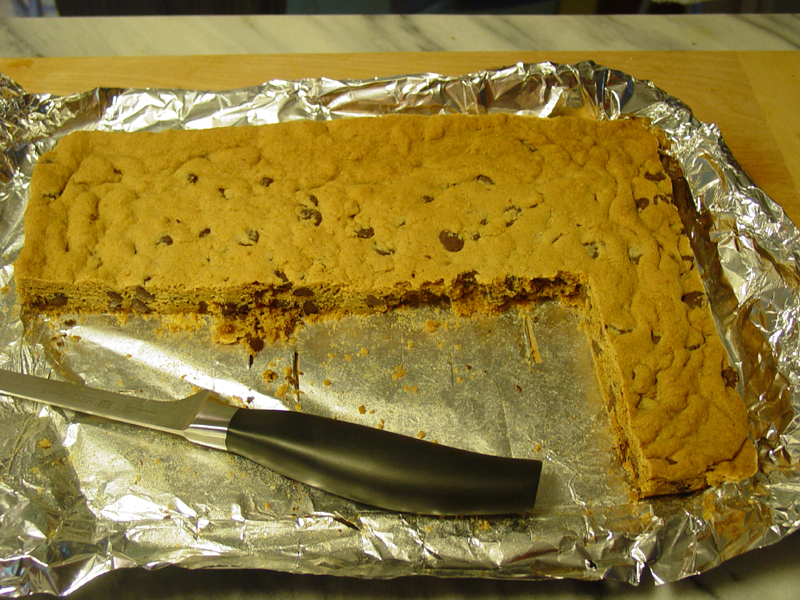
Приготовление печенья с шоколадной крошкой
- Батончик печенья с шоколадной крошкой

### Маркетинг
Существует по меньшей мере три национальные (США/Северная Америка) сети, которые продают свежеиспечённое шоколадное печенье в торговых центрах и отдельных торговых точках. Несколько компаний, в том числе отели Doubletree, предлагают своим клиентам свежеиспечённое печенье, чтобы выделиться на фоне конкурентов.
В честь создания печенья в штате 9 июля 1997 года Массачусетс объявил печенье с шоколадной крошкой официальным печеньем штата после того, как его предложил класс из Сомерсета, штат Массачусетс.